# Maytenus gonoclada
Maytenus gonoclada är en benvedsväxtart som beskrevs av Carl Friedrich Philipp von Martius. Maytenus gonoclada ingår i släktet Maytenus och familjen Celastraceae. Inga underarter finns listade.